# Transports en commun de Saint-Sulpice-la-Pointe
Les transports en commun de Saint-Sulpice-la-Pointe, nommés plus simplement Le Sulpicien, est le réseau de transports urbains desservant la ville de Saint-Sulpice-la-Pointe, dans le département du Tarn. À la rentrée 2018, le réseau se compose de deux lignes régulières.

## Historique
La première ligne a été mise en place en septembre 2016. Elle reliait la route de Roquesérière (arrêt Al-Rieu) au stade de la Moletrincade en passant par l'avenue des Terres Noires, la gare SNCF, le collège St Jean et l'école Henri Matisse.
A la rentrée 2018, cette ligne est remodelée et une seconde ligne  régulière est créée. Les 2 lignes se rejoignent au niveau de la gare SNCF.

## Lignes du réseau

### Présentation
Le réseau de transport urbain Le Sulpicien est un service de transport en commun sur la commune de Saint-Sulpice-la-Pointe.

### Lignes régulières
| Ligne | Caractéristiques | Caractéristiques                  | Caractéristiques                  | Caractéristiques                  | Caractéristiques                  | Caractéristiques                        | Caractéristiques                         | Caractéristiques                  | Caractéristiques                    |
| 1     | Al Rieu ⥋ Moletrincade | Al Rieu ⥋ Moletrincade            | Al Rieu ⥋ Moletrincade            | Al Rieu ⥋ Moletrincade            | Al Rieu ⥋ Moletrincade            | Al Rieu ⥋ Moletrincade                  | Al Rieu ⥋ Moletrincade                   | Al Rieu ⥋ Moletrincade            | Al Rieu ⥋ Moletrincade              |
| ----- | --- | --------------------------------- | --------------------------------- | --------------------------------- | --------------------------------- | --------------------------------------- | ---------------------------------------- | --------------------------------- | ----------------------------------- |
| 1     | Ouverture / Fermeture 3 septembre 2018 / — | Longueur —                        | Durée 15 min                      | Nb. d’arrêts 16                   | Matériel Midibus Minibus          | Jours de fonctionnement L, Ma, Me, J, V | Jour / Soir / Nuit / Fêtes O / N / N / N | Voy. / an —                       | Exploitant SPL D'un point à l'autre |
| 1     | Desserte : - Ville et lieux desservis : Saint-Sulpice-la-Pointe (Al Rieu, Belle vigne, Gare, Saint-Jean, Avenue des combattants d'Afrique, Beaumont, Moletrincade). - Gare desservie : Saint-Sulpice (Tarn).                   |                                   |                                   |                                   |                                   |                                         |                                          |                                   |                                     |
| 1     | Autre : - Amplitudes horaires : La ligne circule du lundi au vendredi de 6h50 à 18h50. - Date de dernière mise à jour : 29 août 2018.                                                                                          |                                   |                                   |                                   |                                   |                                         |                                          |                                   |                                     |
| 1     | Dernière actualisation : — |                                   |                                   |                                   |                                   |                                         |                                          |                                   |                                     |
| 2     | Alphonse de Lamartine ⥋ Gare SNCF | Alphonse de Lamartine ⥋ Gare SNCF | Alphonse de Lamartine ⥋ Gare SNCF | Alphonse de Lamartine ⥋ Gare SNCF | Alphonse de Lamartine ⥋ Gare SNCF | Alphonse de Lamartine ⥋ Gare SNCF       | Alphonse de Lamartine ⥋ Gare SNCF        | Alphonse de Lamartine ⥋ Gare SNCF | Alphonse de Lamartine ⥋ Gare SNCF   |
| 2     | Ouverture / Fermeture 3 septembre 2018 / — | Longueur —                        | Durée 16 min                      | Nb. d’arrêts 17                   | Matériel Midibus Minibus          | Jours de fonctionnement L, Ma, Me, J, V | Jour / Soir / Nuit / Fêtes O / N / N / N | Voy. / an —                       | Exploitant SPL D'un point à l'autre |
| 2     | Desserte : - Ville et lieux desservis : Saint-Sulpice-la-Pointe (Alphonse de Lamartine, Route d'Azas, Toulouse-Lautrec, Cimetière, Faubourg de Plaisance, Place Soult, Parc Spénale). - Gare desservie : Saint-Sulpice (Tarn). |                                   |                                   |                                   |                                   |                                         |                                          |                                   |                                     |
| 2     | Autre : - Amplitudes horaires : La ligne circule du lundi au vendredi de 6h50 à 19h. - Date de dernière mise à jour : 29 août 2018.                                                                                            |                                   |                                   |                                   |                                   |                                         |                                          |                                   |                                     |
| 2     | Dernière actualisation : — |                                   |                                   |                                   |                                   |                                         |                                          |                                   |                                     |

### Transports à la demande
À partir de septembre 2018, le service de transport à la demande est réservé aux ayants droit du CCAS.

## Parc de véhicules
En octobre 2024, le parc d'autobus du réseau Le Sulpicien est composé de 3 véhicules dont 1 midibus et 2 minibus. Au sein de cette flotte, les autres véhicules sont équipés de hybride Diesel-électrique et les autres véhicules sont équipés de moteurs Diesel.

### Midibus
| Constructeur | Modèle      | Nombre | Numéros de parc | Période de mise en service | Affectation | Observation |
| ------------ | ----------- | ------ | --------------- | -------------------------- | ----------- | ----------- |
| Volvo Bus    | 7900 Hybrid | 1      | 3326            | Octobre 2021               | 1, 2        | –           |

### Minibus
| Constructeur  | Modèle        | Nombre | Numéros de parc | Période de mise en service | Affectation | Observation |
| ------------- | ------------- | ------ | --------------- | -------------------------- | ----------- | ----------- |
| Anadolu Isuzu | NovoCiti Life | 1      | 3329            | Août 2023                  | 1, 2        | –           |
| Vehixel       | Cytios 4/34   | 1      | 307             | Décembre 2014              | 1, 2        | –           |

### Dépôts
- Le dépôt de SPL D'un point à l'autre est situé dans la principauté, au 410 Impasse de la Lise, ZAC de, Plaisance, 81210 Saint-Germier